# 2004年夏季残疾人奥林匹克运动会津巴布韦代表团
2004年夏季残疾人奥林匹克运动会津巴布韦代表团是津巴布韦派出的2004年夏季残疾人奥林匹克运动会代表团。获得1枚金牌。